# Alhendín
Alhendín település Spanyolországban, Granada tartományban. Alhendín Agrón, Escúzar, Gójar, Jayena, La Malahá, Villa de Otura, Padul, Armilla, Ogíjares, Las Gabias és Churriana de la Vega községekkel határos. Lakosainak száma 10 399 fő (2024).

## Népesség
A település népessége az elmúlt években az alábbi módon változott:
| Lakosok száma | 4303 | 4729 | 5579 | 6298 | 7362 | 8306 | 8740 | 9349 | 9674 | 10 399 |
|               | 2001 | 2004 | 2006 | 2009 | 2011 | 2014 | 2016 | 2019 | 2021 | 2024   |